# Nåletræer
Denne side handler om den almindelige betydning af ordet nåletræ. For den botaniske række, se Nåletræ-rækken.
Ved et nåletræ forstås sædvanligvis en art tilhørende den botaniske orden Gran-ordenen, typisk et træ eller en busk der har nåle i stedet for blade. Botanisk set dækker "nåletræ" over alle træer og buske i Gran-ordenen, og selvom der findes enkelte andre slags træer og buske med nåle-lignende blade benævnes disse ikke som nåletræer. Der findes også enkelte nåletræer hvor nålene er så brede, eller er vokset sammen, så de ligner blade. Der findes forhistoriske nåletræer som ikke tilhørte Gran-ordenen - disse findes i den mere overordnede klassifikation Nåletræ-rækken. I modsætning til løvtræ kan nåletræ således opfattes som en veldefineret taksonomisk betegnelse. 
De fleste, men ikke alle, nåletræer er stedsegrønne, f.eks. er lærk løvfældende og smider nålene om vinteren. I Danmark opfatter vi derfor ofte nåletræer som stedsgrønne og løvtræer som løvfældende, men udenfor det tempererede klima-bælte holder denne opfattelse ikke stik, da mange tropiske og subtropiske løvtræer også er stedsegrønne.
Kun tre arter af nåletræ er hjemmehørende i Danmark: Skovfyr (Gran-familien), Almindelig taks (Taks-familien) og Almindelig ene (Cypres-familien). Nåletræer varierer meget i form og størrelse fra dværgbuske der knap bliver 1 m høje, til verdens højeste nulevende træer, de mere end 110 m høje redwood-træer.